# جامعة يلدز التقنية
جامعة يلدز التقنية (بالتركية: Yıldız Teknik Üniversitesi)‏ هي جامعة تقنية للعلوم الهندسية، وهي أحد أبرز الجامعات في إسطنبول بتركيا. يقع الحرم الجامعي المركزي في بشكطاش (بالتركية: Beşiktaş)‏ إحدى بلديات مدينة إسطنبول. يبلغ عدد طلاب الجامعة حوالي 21 ألف طالب، وتضم 10 كليات  ومعهدين  و 3 مدارس مهنية ، حيث تحتوي الكليات على 33 قسماً، وتقدم برامج الماجستير والدكتوراه. يضاف إلى ذلك وجود كليتين للدراسات المهنية واللغات الأجنبية.
تأسست الجامعة عام 1911 حيث أنشأت ضمن ملحقات قصر يلدز.

## التسمية
كلمة يلدز باللغة التركية تعني نجمة، وقد جاء من ذلك شعار الجامعة: «النجمة المشعة أبداً».

## التاريخ
جامعة يلدز التقنية لها تاريخ مميز يعود إلى عام 1911م، حيث تطورت عبر أكثر من مئة عام.

### مدرسة المراقبين للتعليم العالي 1911-1922
تأسست الجامعة في البداية تحت اسم «مدرسة المراقبين للتعليم العالي» (بالتركية: Kondüktör Mekteb-i Âlisi)‏ من أجل تلبية الاحتياج للفنيين في قسم الأشغال العامة بالبلدية. كانت مهنة «موظف فني» تُعرف سابقاً باسم «مراقب» (بالفرنسية: Conducteur)‏، والآن أصبحت تُعرف باسم «فني» (technician). وُضعت مناهج المدرسة على غرار منهج «مدرسة المراقبين» (Ecole de Conducteur) في باريس، وكانت تابعة لوزارة الأشغال العامة بتركيا في هذا الوقت.

### مدرسة الأشغال العامة 1922-1937
في عام 1922، تم تغيير اسم المدرسة إلى«مدرسة الأشغال العامة» (بالتركية: Nafia Fen Mektebi)‏. زادت مدة التعليم إلى سنتين ونصف في عام 1926، ثم زادت إلى ثلاث سنوات في عام 1931.
وفي أعقاب الزيادة في المرافق العامة والاحتياج المتزايد للخدمات الفنية، أُمر بإغلاق «مدرسة الأشغال العامة» وإنشاء مدرسة فنية لتزويد القوى العاملة بالموظفين الفنيين والمهندسين المهنيين. وقدمت المدرسة برنامجا مدته سنتان للموظفين الفنيين وبرنامجا مدته أربع سنوات للمهندسين. تم منح مباني المدرسة الجديدة من ملحقات قصر يلدز العثماني، والتي لا تزال قيد الاستخدام اليوم.

### مدرسة إسطنبول التقنية 1937-1969
في الفترة المبكرة، تألفت المدرسة من أقسام مدنية وميكانيكية، وتم تعليم الطلاب كموظفين فنيين ومهندسين. بدءا من الفصل الدراسي 1942-1943، أضيفت الإدارات الكهربائية والمعمارية كجزء من قسم الهندسة.
في العام الدراسي 1949-1950 افتتح قسم الخرائط والهندسة المساحية، ولكنه أغلق في العام الدراسي 1951-1952.
في العام الدراسي 1959-1960، تم افتتاح قسم متخصص في كلية إسطنبول التقنية وبعد عام من الدراسة، تم منح شهادات عليا للهندسة والهندسة المعمارية.

### أكاديمية إسطنبول الحكومية للهندسة والعمارة 1969-1982
تأسست المدرسة كمؤسسة مستقلة للتعليم العالي والبحث في عام 1969.
في عام 1971 صدر قانون بإغلاق المدارس المهنية الخاصة، فأصبحت مدارس الهندسة تابعة لأكاديمية إسطنبول للهندسة والعمارة.

### جامعة يلدز 1982-1992
تأسست جامعة يلدز بمرسوم رقم 41 المؤرخ في يوليو 1982.
تكونت الجامعة التي أنشئت حديثا من أقسام العلوم، والأدب، والهندسة، والمدرسة المهنية في مدينة قوجا، ومعهد العلوم، ومعهد العلوم الاجتماعية واللغات الأجنبية التابعة للمديرية، وتاريخ مبادئ أتاتورك وتاريخ الثورة، واللغة التركية، والتربية البدنية والفنون الجميلة.

### جامعة يلدز التقنية 1992-
تغير اسم الجامعة إلى جامعة يلدز التقنية بموجب القانون رقم 3837 المؤرخ 3 يوليه 1992؛ وتم إنشاء كليات الهندسة والكهرباء والإلكترونيات والبناء والكيمياء الميكانيكية والكيميائية، وكذلك كلية الاقتصاد والعلوم الإدارية. تم فصل وتنظيم «كلية كوجيلي للهندسة» و «المدرسة المهنية العليا بكوجيلي» تحت اسم جامعة كوجيلي.
واليوم، تواصل الجامعة التعليم مع 10 كليات، ومعهدين، ومدرسة مهنية، وكلية لغة أجنبية، وأكثر من 22000 طالب.

## تأسيس الجامعة الحديثة
تم تشكيل جامعة يلدز من خلال دمج «أكاديمية إسطنبول الحكومية للهندسة والعمارة» مع المدارس الهندسية التابعة، ودمج الكليات والأقسام ذات الصلة "بأكاديمية كوجيلي (بالتركية: Kocaeli)‏ الحكومية للهندسة والعمارة" مع المدرسة المهنية بكوجيلي.
أنشأت الجامعة الجديدة معهدا للعلوم، ومعهدا للعلوم الاجتماعية، وإدارات العلوم والآداب والهندسة، اللغات الأجنبية، اللغة التركية، مبادئ أتاتورك وتاريخ الثورة، والتربية البدنية والفنون الجميلة.
أخذت الجامعة اسمها النهائي في عام 1992 لتكون: جامعة يلدز التقنية.
قُسمت كلية الهندسة إلى أربع كليات وأعيد هيكلتها كالتالي:
- كلية الإلكترونيات الكهربائية.
- كلية الانشائات.
- كلية الهندسة الميكانيكية وعلوم المواد الكيميائية.
- كلية الاقتصاد والعلوم الإدارية.

تم فصل كلية كوجيلي للهندسة ومدرسة كوجيلي المهنية عن الجامعة، وإعادة هيكلتهما لتكونا: جامعة كوجيلي (جامعة قوجه إيلي) (بالتركية: Kocaeli Üniversitesi)‏ في مدينة قوجا.

## الكليات
- كلية الكهرباء والإلكترونيات.

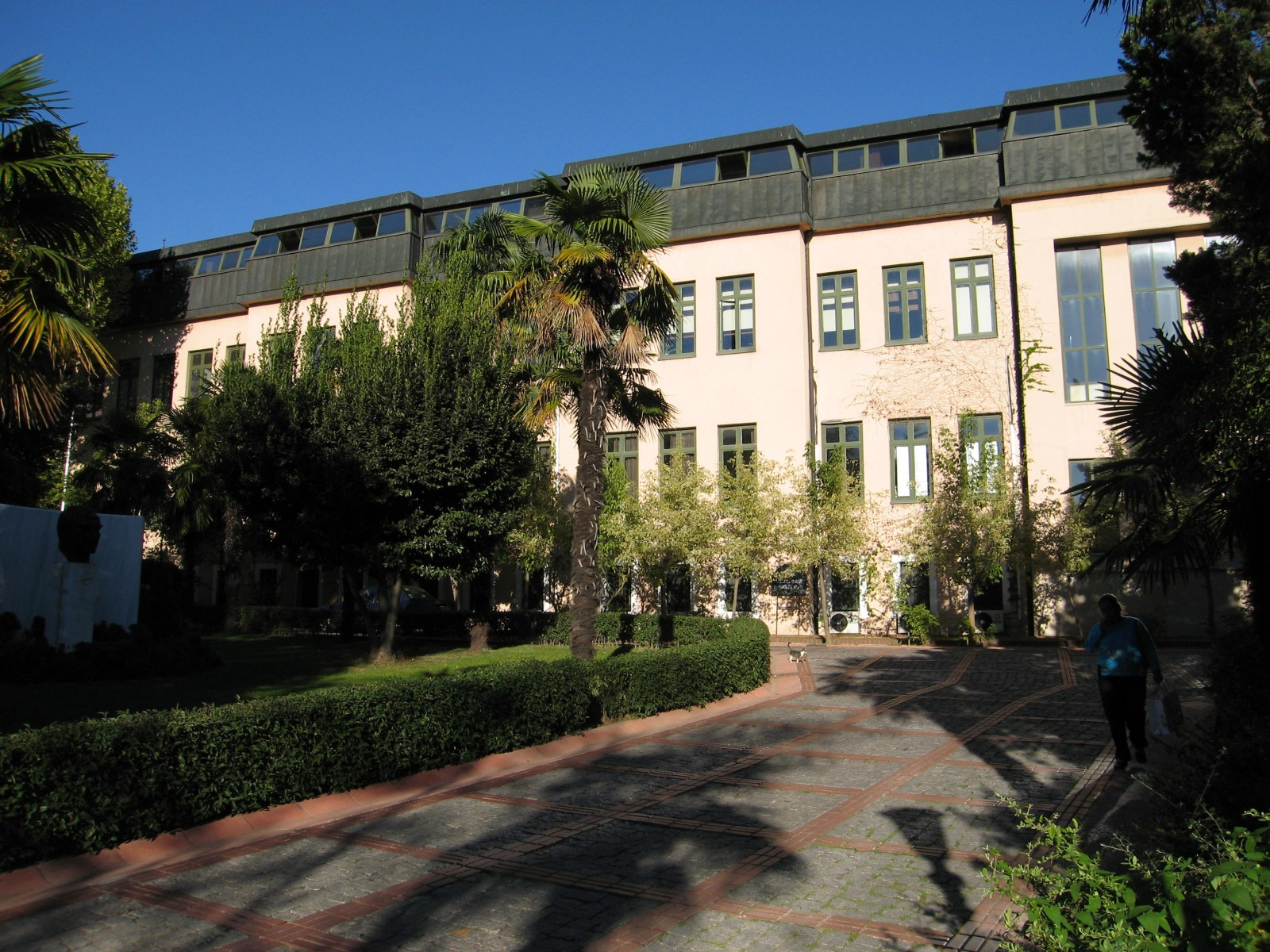
مبنى كلية العمارة.

- كلية الآداب ودراسات الثقافة الوطنية.
- كلية الفنون والتصميم.
- كلية التربية.
- كلية العلوم الاقتصادية والإدارية.
- كلية الهندسة المدنية.
- كلية الهندسة الكيميائية والميكانيكية.
- كلية الهندسة الميكانيكية.
- كلية الهندسة البحرية البحرية.
- كلية الهندسة المعمارية

### المعاهد والمدارس
- معهد العلوم والهندسة.
- معهد العلوم الاجتماعية.
- كلية الدراسات المهنية.
- مدرسة اللغات الأجنبية.

## من مشاهير الخريجين
- بوراك سيفينش.
- آهو توركبنش.
- مراد يلديريم.
- كنان إميرزالي أوغلو.

## وصلات خارجية
- موقع جامعة يلدز التقنية بالتركية
- موقع جامعة يلدز التقنية بالإنجليزية

## معرض الصور

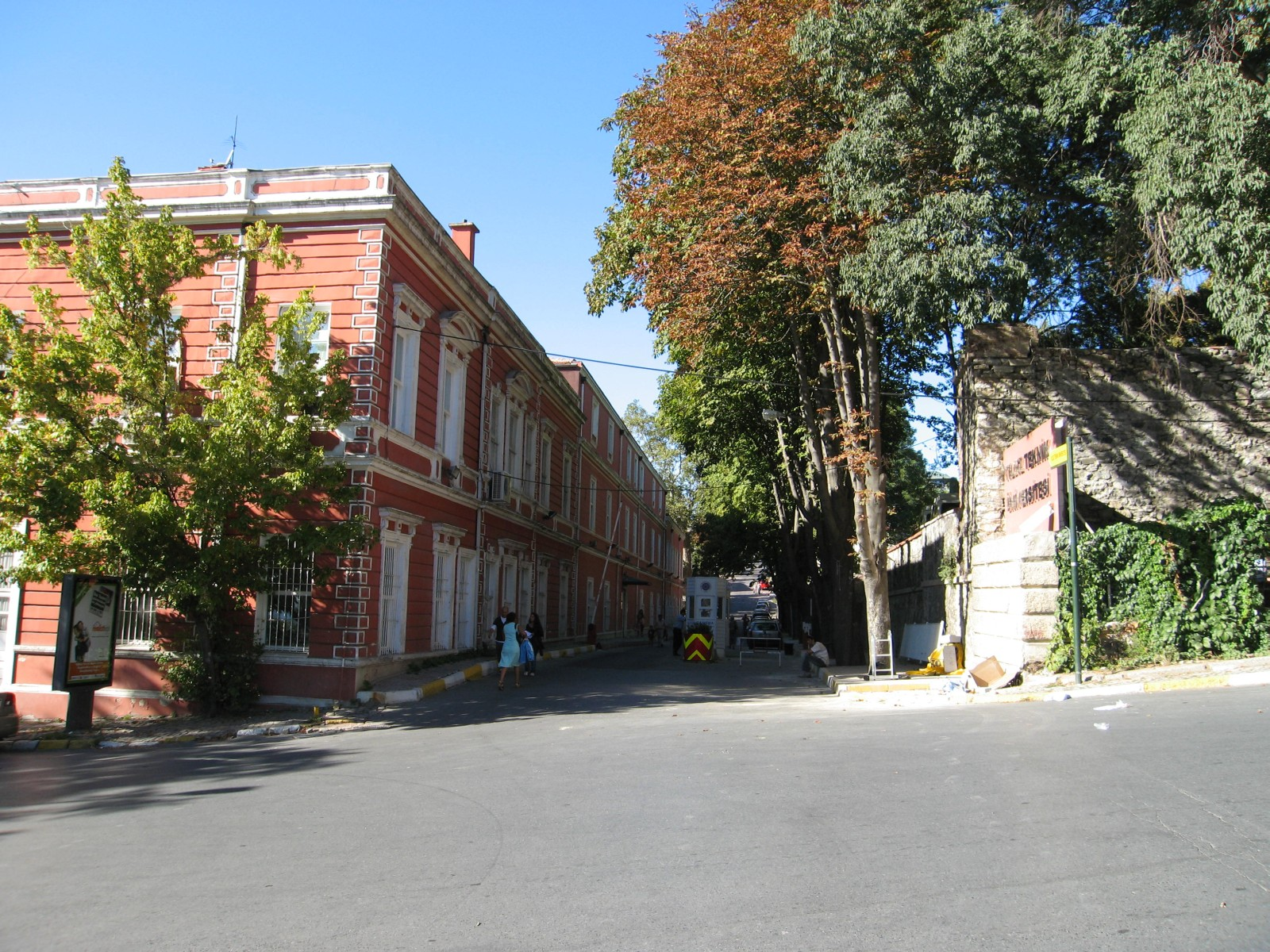
مدخل المركبات
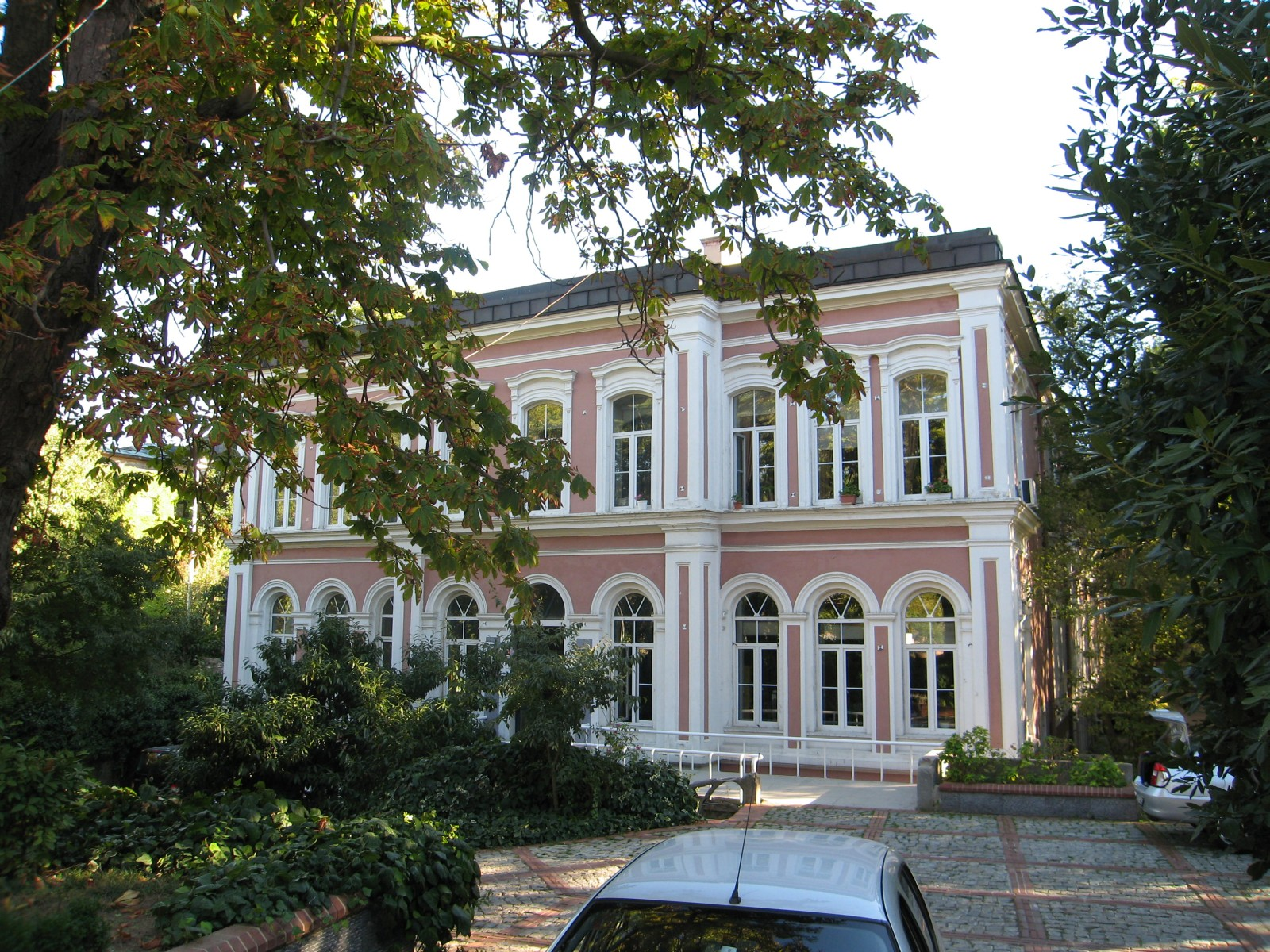
مبنى تشوكور سراي (Çukursaray)
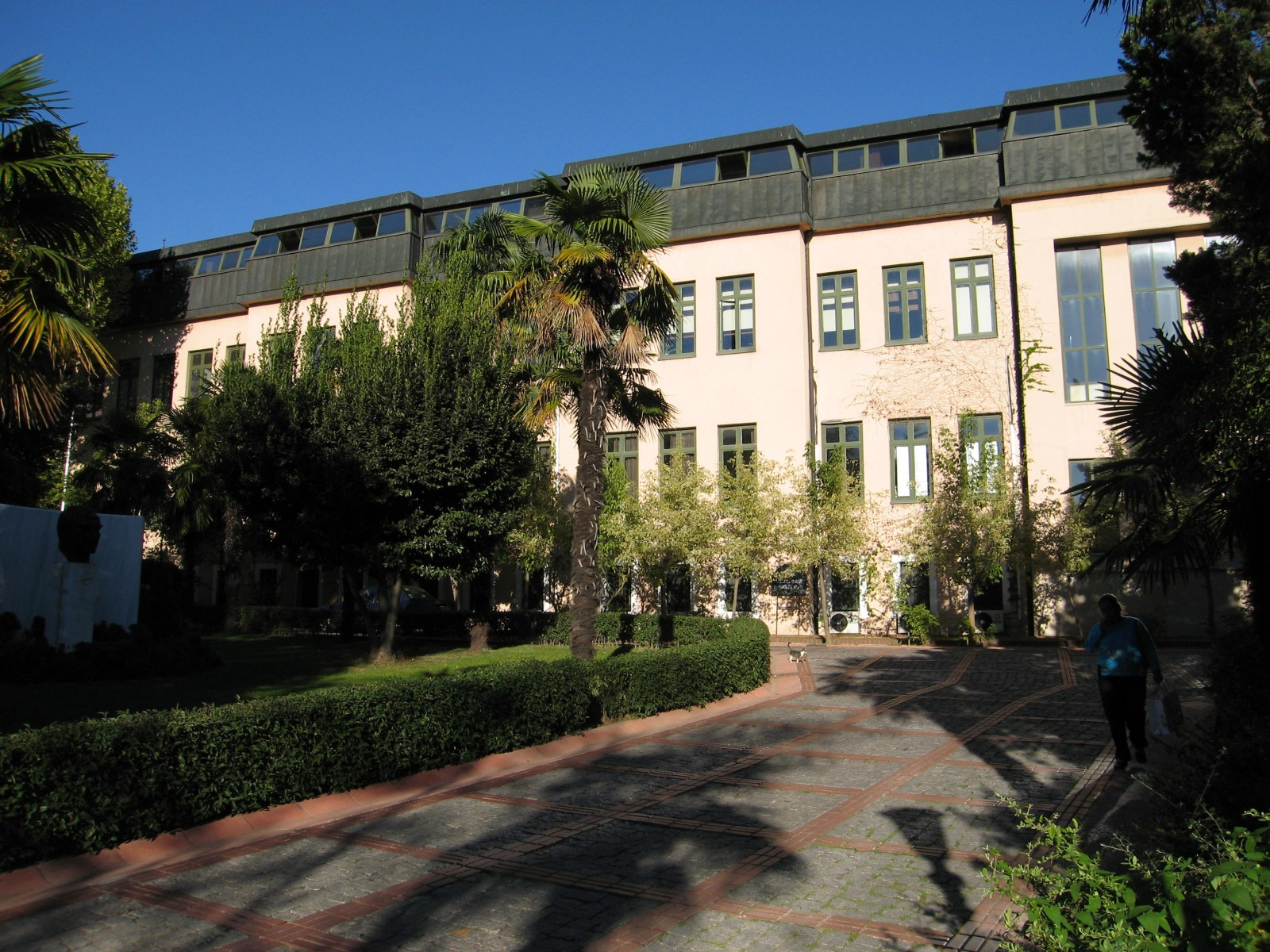
كلية العمارة
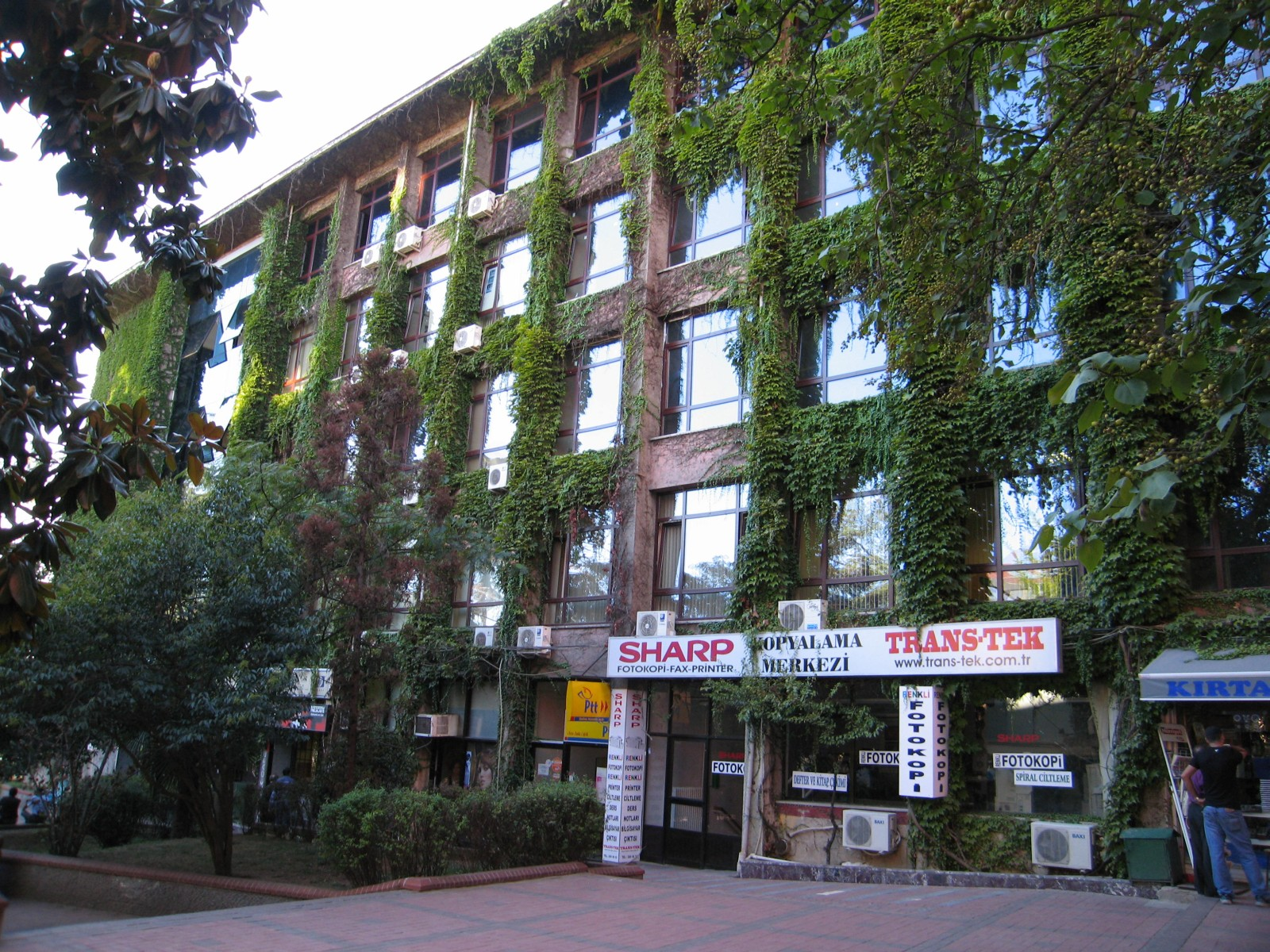
المبنى الرئيسي، بلوك "أ"
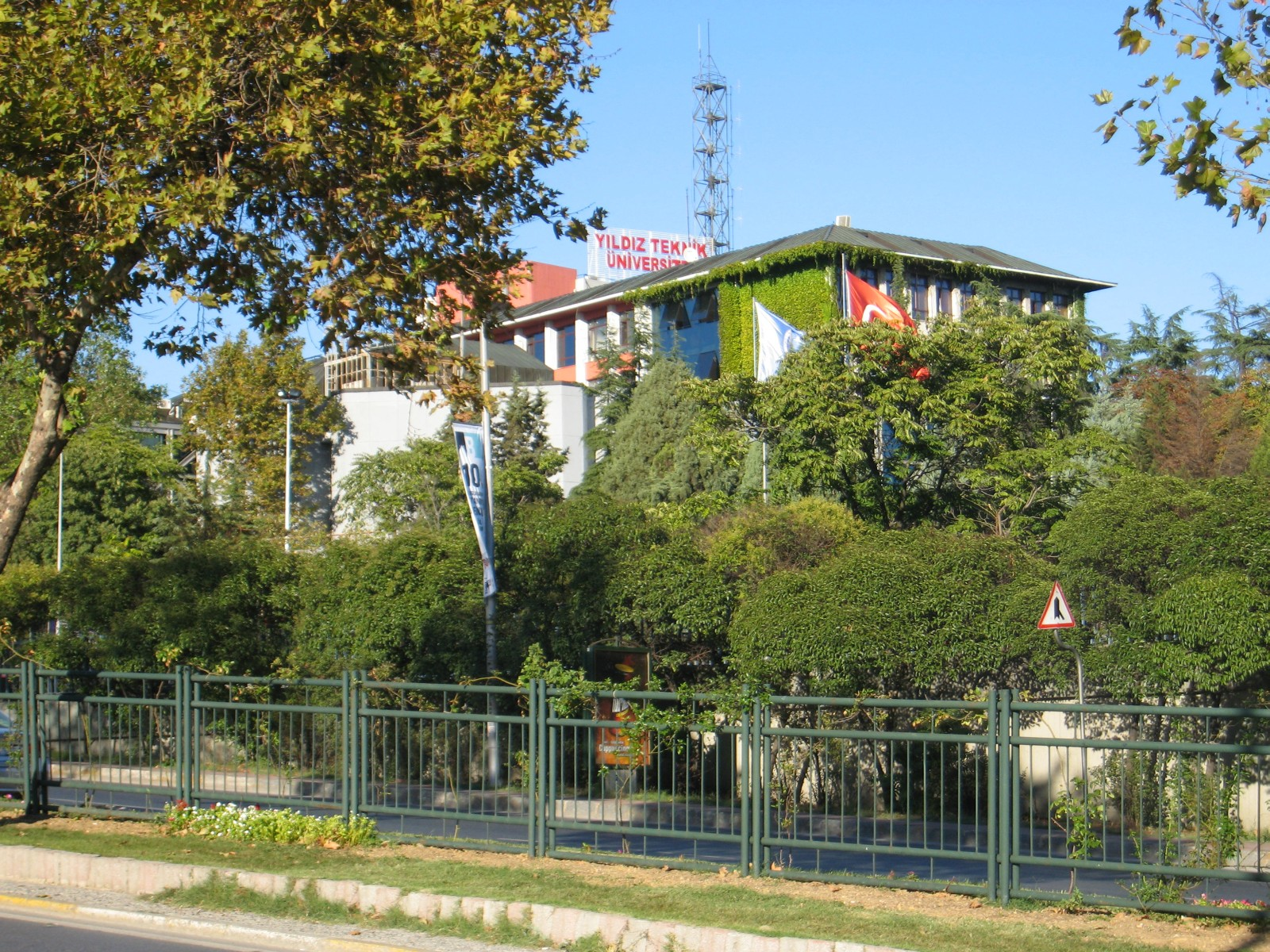
المبنى الرئيس لجامعة يلدز التقنية.